# Серпокрилець ефіопський
Серпокрилець ефіопський (Apus horus) — вид птахів родини серпокрильцевих (Apodidae).

## Назва
Вид horus названо на честь Гора, давньоєгипетського бога Сонця, сина Осіріса та Ісіди.

## Поширення
Гніздиться в Африці південніше Сахари. Він має широке безперервне поширення від східної та південної частини ПАР на північ до південної Замбії та центрального Мозамбіку. Він також зустрічається спорадично в більшій частині решти регіону на південь від Сахари, з Ефіопськими горами та територією від центральної Кенії до Уганди з великою популяцією. Труднощі ідентифікації плутають межі ареалу цього виду. Птахи в Південній Африці перелітні. Інші популяції проживають осіло.

## Опис
Птах завдовжки 13-15 см і досить міцний. Його оперення майже повністю чорнувате, за винятком білих підборіддя та крупа. Має роздвоєний хвіст середньої довжини.